# Catinaria
Catinaria Vain. (pokróżka) – rodzaj grzybów z rodziny odnożycowatych (Ramalinaceae). Ze względu na współżycie z glonami zaliczany jest do grupy porostów.

## Systematyka i nazewnictwo
Pozycja w klasyfikacji według Index Fungorum: Ramalinaceae, Lecanorales, Lecanoromycetidae, Lecanoromycetes, Pezizomycotina, Ascomycota, Fungi.
Synonimy nazwy naukowej: Biatorina A. Massal.
Nazwa polska według W. Fałtynowicza.

## Gatunki występujące w Polsce
- Catinaria atropurpurea (Schaer.) Vězda & Poelt 1981 – pokróżka czarnopurpurowa
- Catinaria dispersa (Arnold) Lettau 1944 – pokróżka rozproszona
- Catinaria neuschildii (Körb.) P. James 1965 – pokróżka Neuschilda

Nazwy naukowe na podstawie Index Fungorum. Nazwy polskie według checklist W. Fałtynowicza.